# Caixa d'Estalvis de Vilanova

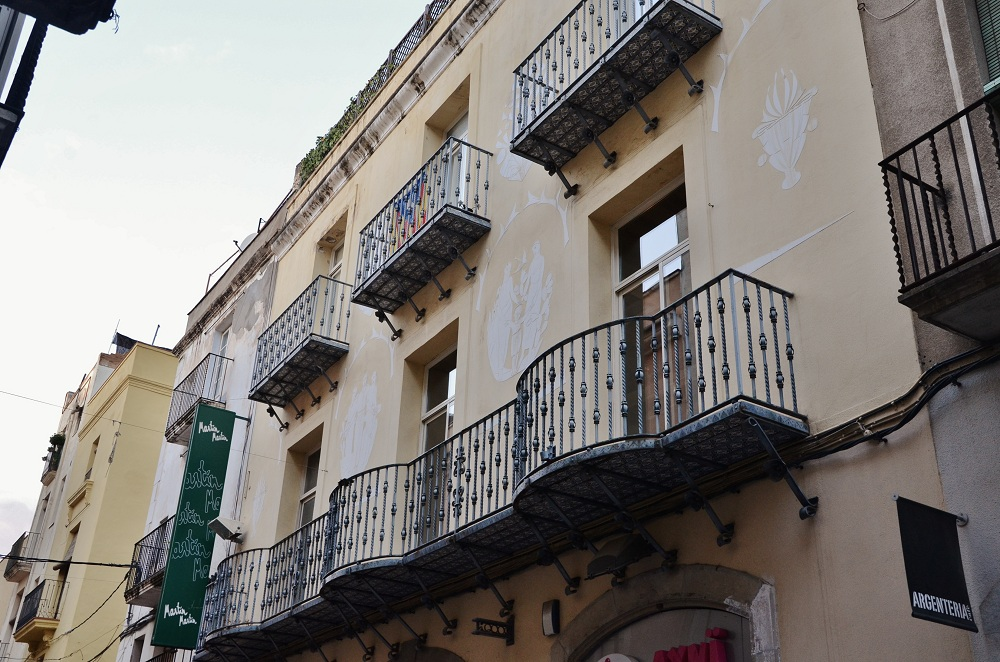
Edifici de la Caixa d'Estalvis de Vilanova

La Caixa d'Estalvis de Vilanova fou una caixa d'estalvis fundada el 1877 a Vilanova i la Geltrú. Després d'uns anys d'expansió estrictament local el 1919 va establir la seva seu central al carrer dels caputxins, 7 de la vila del Garraf, demanant a l'arquitecte J. F. Ràfols que projectés la reforma de la façana, amb esgrafiats de Francesc Domingo. El 1932 va ser absorbida per la Caixa de Pensions per a la Vellesa i l'Estalvi, posteriorment coneguda com "La Caixa".